# Chặng đua MotoGP Doha 2021
Chặng đua MotoGP Doha 2021 (tên chính thức 2021 Tissot Grand Prix of Doha) là chặng đua thứ hai của mùa giải MotoGP 2021. Chặng đua được tổ chức ở trường đua Losail International Circuit từ ngày 02 đến ngày 04 tháng 04 năm 2021. Người chiến thắng là Fabio Quartararo của đội đua Yamaha.

## Diễn biến chính
Người giành pole là tân binh Jorge Martín, đây là pole MotoGP đầu tiên của Martín. Ngược lại Valentino Rossi chỉ có vị trí xuất phát thứ 21, thấp nhất trong sự nghiệp.
Ở cuộc đua chính, Martín là người dẫn đầu cuộc đua cho đến vòng đua thứ 18 thì để bị Fabio Quartararo và sau đó đồng đội Johann Zarco vượt. Nhưng Martín vẫn có lần đầu tiên trong sự nghiệp lên podium thể thức MotoGP. Người chiến thắng là Quartararo (xuất phát P5) dù cho có thời điểm ở đầu chặng anh bị tụt xuống vị trí thứ 9.
Francesco Bagnaia khi đang có cơ hội cạnh tranh podium thì có pha cua rộng ở vòng 16 nên chỉ có thể về đích ở vị trí thứ 6. Cuộc đua này cũng xảy ra xung đột giữa Joan Mir và Jack Miller, Nhà đương kim vô địch cáo buộc Miller đã có hành vi chơi xấu.
Trong khi đó, Johann Zarco sau chặng đua thứ hai liên tiếp về nhì đã chiếm luôn ngôi đầu BXH tay đua với 40 điểm.

## Kết quả
| Stt.                                                       | Số xe | Tay đua           | Xe      | Lap | Thời gian | Xuất phát | Điểm |
| ---------------------------------------------------------- | ----- | ----------------- | ------- | --- | --------- | --------- | ---- |
| 1                                                          | 20    | Fabio Quartararo  | Yamaha  | 22  | 42:23.997 | 5         | 25   |
| 2                                                          | 5     | Johann Zarco      | Ducati  | 22  | +1.457    | 2         | 20   |
| 3                                                          | 89    | Jorge Martín      | Ducati  | 22  | +1.500    | 1         | 16   |
| 4                                                          | 42    | Álex Rins         | Suzuki  | 22  | +2.088    | 8         | 13   |
| 5                                                          | 12    | Maverick Viñales  | Yamaha  | 22  | +2.110    | 3         | 11   |
| 6                                                          | 63    | Francesco Bagnaia | Ducati  | 22  | +2.642    | 6         | 10   |
| 7                                                          | 36    | Joan Mir          | Suzuki  | 22  | +4.868    | 9         | 9    |
| 8                                                          | 33    | Brad Binder       | KTM     | 22  | +4.979    | 18        | 8    |
| 9                                                          | 43    | Jack Miller       | Ducati  | 22  | +5.365    | 4         | 7    |
| 10                                                         | 41    | Aleix Espargaró   | Aprilia | 22  | +5.382    | 7         | 6    |
| 11                                                         | 23    | Enea Bastianini   | Ducati  | 22  | +5.550    | 19        | 5    |
| 12                                                         | 21    | Franco Morbidelli | Yamaha  | 22  | +5.787    | 10        | 4    |
| 13                                                         | 44    | Pol Espargaró     | Honda   | 22  | +6.063    | 15        | 3    |
| 14                                                         | 6     | Stefan Bradl      | Honda   | 22  | +6.453    | 11        | 2    |
| 15                                                         | 88    | Miguel Oliveira   | KTM     | 22  | +8.928    | 12        | 1    |
| 16                                                         | 46    | Valentino Rossi   | Yamaha  | 22  | +14.246   | 21        |      |
| 17                                                         | 30    | Takaaki Nakagami  | Honda   | 22  | +16.241   | 16        |      |
| 18                                                         | 10    | Luca Marini       | Ducati  | 22  | +16.472   | 13        |      |
| 19                                                         | 9     | Danilo Petrucci   | KTM     | 22  | +16.779   | 17        |      |
| 20                                                         | 32    | Lorenzo Savadori  | Aprilia | 22  | +38.775   | 22        |      |
| Ret                                                        | 73    | Álex Márquez      | Honda   | 12  | Accident  | 14        |      |
| Ret                                                        | 27    | Iker Lecuona      | KTM     | 12  | Accident  | 20        |      |
| Fastest lap: Francesco Bagnaia (Ducati) – 1:54.491 (lap 7) |       |                   |         |     |           |           |      |
| OFFICIAL MOTOGP RACE REPORT                                |       |                   |         |     |           |           |      |

Nguồn: Trang chủ MotoGP